# Арабијска плоча
Арабијска плоча је једна од главних литосферних плоча на планети Земља површине од 5.010,900 км².

## Карактеристике
Арабијска или арапска плоча је геолошки најстарији део Азије уз Централносибирску висораван и Декан. То су остаци прекамбријиских штитова који су радом егзогених сила заравњени и снижени. Граничи се са Афричком, Евроазијском (Анадолском, Иранском) и Индо-аустралијском плочом.